# Маринович, Стефан
Стефан Тон Маринович (англ. Stefan Tone Marinovic; 7 октября 1991, Окленд, Новая Зеландия) — новозеландский футболист, вратарь израильского клуба «Хапоэль Ноф-ха-Галиль» и сборной Новой Зеландии.

## Клубная карьера

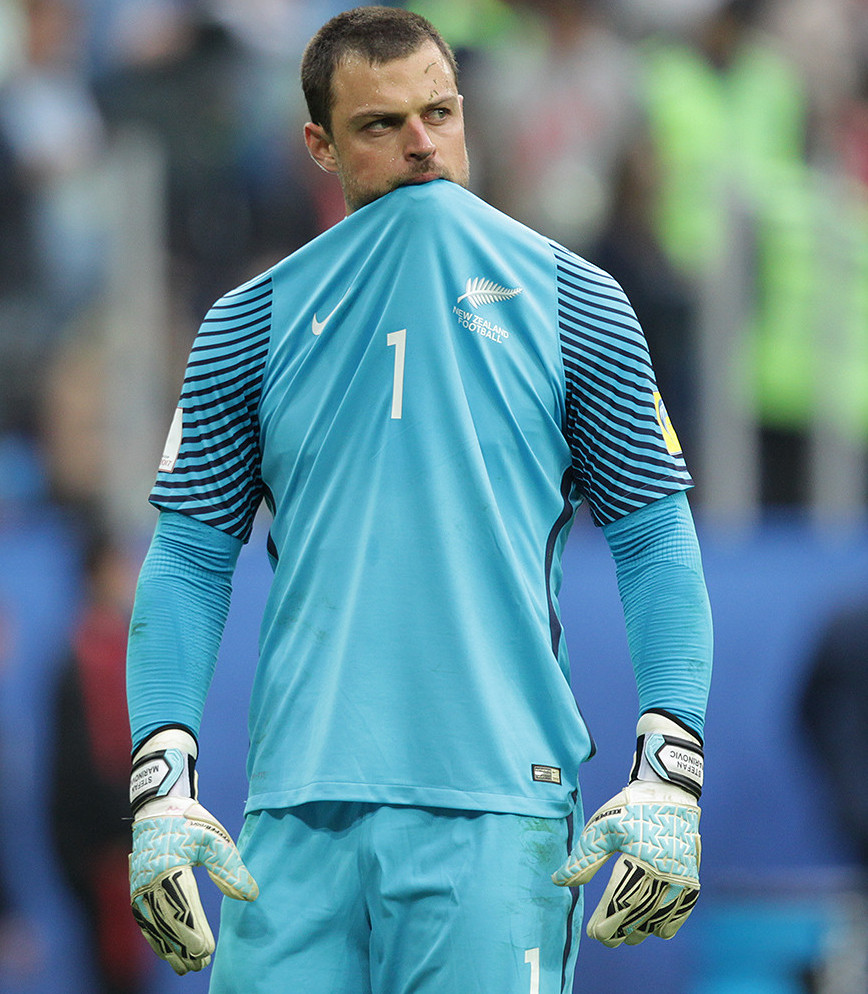
Маринович в составе сборной Новой Зеландии

Маринович — воспитанник клуба «Уаитакере Юнайтед». Стефан много выступал за школьные и сборные колледжа, принимая участие в международных турнирах. В 2009 году после подобных соревнований Маринович принял приглашение немецкого клуба «Веен». 27 апреля 2010 года в матче против «Эрцгебирге» он дебютировал в Третьей Бундеслиге. В начале 2013 года его контракт с «Вееном» истёк и Маринович на правах свободного агента присоединился к «Исманингу», но сыграв всего в одном матче, покинул команду. В начале 2014 года Стефан стал игроком «Мюнхен 1860», но из-за высокой конкуренции сыграл один раз за дублёров.
Летом того же года Маринович подписал контракт с «Унтерхахингом». 14 февраля 2015 года в матче против «Галлешера» он дебютировал за новую команду. В первом сезоне Стефан сыграл девять матчей, но после того как клуб вылетел в региональную лигу, он получил свой шанс и завоевал место в основе.
Летом 2017 года Маринович перешёл в канадский «Ванкувер Уайткэпс». 13 августа в матче против «Нью-Инглнэнд Революшн» он дебютировал в MLS.

## Международная карьера
В 2011 году в составе молодёжной сборной Новой Зеландии Маринович выиграл молодёжный Кубок Океании. В том же году Стефан принял участие в молодёжном чемпионате мира в Колумбии. На турнире он сыграл в матчах против команд Камеруна, Уругвая и Португалии.
31 марта 2015 года в товарищеском матче против сборной Южной Кореи Маринович дебютировал за сборную Новой Зеландии.
В 2017 году Стефан принял участие в Кубке конфедераций в России. На турнире он сыграл в матчах против команд России, Мексики и Португалии.

## Достижения
Международные
 Новая Зеландия (до 20)
- Молодёжный Кубок наций ОФК — 2011

 Новая Зеландия
- Кубок наций ОФК — 2016